# قبس شرافي
قبس شرافي (الاسم العلمي:Phlox cuspidata) هو نوع من النباتات يتبع جنس القبس من الفصيلة البولامونية.